# Forreston, Illinois
Forreston là một làng thuộc quận Ogle, tiểu bang Illinois, Hoa Kỳ. Năm 2010, dân số của làng này là 1446 người.

## Dân số
Dân số qua các năm:
- Năm 2000: 1469 người.
- Năm 2010: 1446 người.